# Чусова, Нина Владимировна
Ни́на Влади́мировна Чу́сова (род. 18 апреля 1972, Воронеж) — российский театральный режиссёр. Главный режиссёр Свердловского академического театра музыкальной комедии с 2023 года.

## Биография
Родилась 18 апреля 1972 года в Воронеже.
Окончила актёрский факультет Воронежского государственного института искусств (курс Владимира Бугрова). По окончании института играла на сцене Театра драмы имени М. Горького в Самаре.
В 2001 году окончила режиссёрский факультет Российской академии театрального искусства (курс Леонида Хейфеца).
В 2009 году открыла собственный «Свободный театр Нины Чусовой», первая постановка которого — спектакль «Портрет» по одноимённой повести Н. В. Гоголя — состоялась 9 ноября 2009 года.
В 2012 году работала в Самарском академическом театре оперы и балета в качестве режиссёра-постановщика оперы М. Мусоргского «Борис Годунов».
С 2012 года — художественный руководитель и главный режиссёр Театра сказки «Аквамарин» в Москве.
В 2020 году поставила в Театре имени Моссовета спектакль «Ричард III» по пьесе Уильяма Шекспира с Александром Домогаровым в заглавной роли, премьера состоялась 13 сентября.
Спектакли Нины Чусовой участвовали в Международных фестивалях в Мюнхене, Афинах, на Международном шекспировском фестивале в Крайове (Румыния), в фестивале «Русские сезоны» в Японии.
С 29 марта 2023 года — главный режиссёр Свердловского академического театра музыкальной комедии.

### Семья
Нина Чусова замужем за Юрием Катаевым. 26 сентября 2005 года у них родилась дочь Алина, в декабре 2006 — сын Даниил, а в мае 2010 — дочь Анна-София.

## Признание и награды
- Премия «Московские дебюты» (2001)
- Премия «Чайка»
- Премия «Гвоздь сезона»

## Творчество

### Постановки спектаклей
- «Вий» Н. В. Гоголя (Московский драматический театр имени А. С. Пушкина)
- "Бесприданница" А.П. Петров и О.А. Петрова (Иркутский музыкальный театр им. Н.М. Загурского)
- «Гедда Габлер» Г. Ибсена («Сатирикон»)
- «Герой» Дж. Синга (Российский академический молодёжный театр)
- «Гроза» А. Н. Островского («Современник»)
- «Переполох в „Голубятне“» Ж. Пуаре Театральное агентство «Арт-Партнёр XXI»
- «Двенадцатая ночь» У. Шекспира
- «Женитьба» Н. В. Гоголя (Новосибирский театр «Глобус»)
- «Затоваренная бочкотара» В. Аксёнова
- «Имаго» М. Курочкина (антреприза П. Каплевича)
- «Крошка Цахес» Э. Т. А. Гофмана
- «Мамапапасынсобака» Б. Срблянович
- «Медведь» А. П. Чехова (Lime Light Theatre)
- «Ревизор» Н. В. Гоголя (Театр имени Моссовета)
- «Резиновый принц», по роману О. Богаева «Фаллоимитатор» (Московский театр эстрады, 2003)
- «Свадьба» (Театр «Миллениум»)
- «Сон в шалую ночь» У. Шекспира (Московский драматический театр имени А. С. Пушкина)
- «Тартюф» Ж. Б. Мольера (Московский Художественный театр имени А. П. Чехова)
- «Энни» (проект продюсерской компании «Леге Артис»)
- «Шинель» Н. В. Гоголя (ГИТИС)
- «Портрет» Н. В. Гоголя (Свободный театр Нины Чусовой)
- «Екатерина Великая» С. Дрезнина (Свердловский академический театр музыкальной комедии)
- «Яма» С. Дрезнина (Свердловский академический театр музыкальной комедии)
- «Баллада о маленьком сердце», мюзикл (Театральная компания «Айвенго»)
- «Ричард III» У. Шекспира (Театр имени Моссовета)[1]
- «Великолепный рогоносец» Кроммелинк (Театр им. Моссовета, Москва
- Опера-балет «Щелкунчик» Концертный зал Зарядье 2019-2020 гг
- «Открытие года театра» в Ярославле. Государственный театр Драмы им. Волкова», 2019 г
- Мюзикл «Золушка». Воронежский Государственный театр Юного Зрителя, 2019 г.
- «12 стульев» Государственный академический театр «Русская песня» 2019 г.
- «Чудаки» театр Миллениум 2019 г.
- «Женитьба Бальзаминова» САМАРТ, Самара 2020 г.
- «Кабаре «Терезин». спектакль Российского Еврейского Конгресса и Фонда Еврейского Музея и центра толерантности на сцене Центрального Дома Актера 2020 г.
- «Алиса в стране чудес». Воронежский Государственный театр Юного Зрителя, 2021 г.
- «Мария Каллас. Триумф и трагедия». Петербургская филармония. 2021
- «Очень весёлые ребята». Государственный академический театр «Русская песня» 2022 г.
- «Маскарад». Свердловский театр музыкальной комедии, 2022 г.
- «Маскарад». Центральный академический театр российской армии, 2023 г.
- «Между двух миров». Медиа группа «Первый еврейский», 2023 г.
- «Антигравитация». Медиа группа «Красный Квадрат», 2024 г.
- «Питер Пэн», опера, Большой театр, 2024 г.
- «Человек, который смеётся». Свердловский театр музыкальной комедии, 2024 г.
- «24 часа из жизни женщины». Свердловский театр музыкальной комедии, 2024 г.
- «Вертинский». NAVIGATOR RECORDS, 2024 г.
- Рок-н-ролл мюзикл «Девчата», 2025 г.

### Роли в театре

#### Самарский театр драмы имени М. Горького
- «Чайка» А. П. Чехова — Нина Заречная
- «Настёна» (по пьесе В. Распутина «Живи и помни» — Настёна
- «Эй, кто-нибудь» — Девушка